# Narmāsh
Narmāsh (persiska: نرماش) är en ort i Iran.   Den ligger i provinsen Gilan, i den norra delen av landet, 180 km nordväst om huvudstaden Teheran. Narmāsh ligger 491 meter över havet och antalet invånare är 119.
Terrängen runt Narmāsh är varierad. Runt Narmāsh är det ganska tätbefolkat, med 134 invånare per kvadratkilometer. Närmaste större samhälle är Rūdsar, 15,1 km norr om Narmāsh. I omgivningarna runt Narmāsh växer i huvudsak blandskog.